# Divizia A 1940-1941
Sezonul 1940-1941 al Diviziei A a fost cea de-a 29-a ediție a Campionatului de Fotbal al României, și a noua desfășurată în sistem divizionar. A început pe 8 septembrie 1940 și s-a terminat pe 31 august 1941. Unirea Tricolor București a devenit campioană pentru a doua oară în istoria sa.

## Rezumat
- Din cauza izbucnirii celui de-al Doilea Război Mondial, și a cedării Ardealului de Nord către Ungaria, în baza Dictatului de la Viena, Carpați Baia Mare nu a mai luat startul la întrecere, competiția desfășurându-se cu doar 13 echipe.
- Crișana Oradea, câștigătoarea Diviziei B 1939-1940, a fost și ea sub ocupația Ungariei, astfel că a fost promovată echipa de pe locul 2.
- Nou-promovata FC Universitatea Cluj s-a mutat la Sibiu pentru a putea juca în Divizia A sub numele de Universitatea Sibiu, deoarece orașul Cluj se afla sub ocupația Ungariei.
- CAM Timișoara și AMEF Arad au fost interzise din motive politice, ele fiind echipe de muncitori.
- FC Craiova și Gloria Arad au fost promovate pentru a înlocui acest două echipe.
- De asemenea, câștigătoarea seriei IV din Divizia B 1939–1940, Franco-Româna Brăila, a fost interzisă deoarece era o echipă de muncitori, și a fost înlocuită de FC Brăila.

## Clasament
| Loc | Echipă              | Pct. | MJ | V  | E | Î  | GM | GP | DG  |                    |
| --- | ------------------- | ---- | -- | -- | - | -- | -- | -- | --- | ------------------ |
| 1.  | Unirea Tricolor (C) | 38   | 24 | 19 | 0 | 5  | 62 | 25 | +37 | Campioana României |
| 2.  | Rapid București     | 35   | 24 | 15 | 5 | 4  | 57 | 27 | +30 |                    |
| 3.  | Ripensia            | 32   | 24 | 13 | 6 | 5  | 58 | 32 | +26 |                    |
| 4.  | Venus București     | 32   | 24 | 14 | 4 | 6  | 65 | 34 | +31 |                    |
| 5.  | Aurul Brad          | 24   | 24 | 12 | 0 | 12 | 51 | 43 | +8  |                    |
| 6.  | Sportul Studențesc  | 23   | 24 | 10 | 3 | 11 | 48 | 51 | −3  |                    |
| 7.  | UD Reșița           | 23   | 24 | 9  | 5 | 10 | 59 | 58 | +1  |                    |
| 8.  | Gloria Arad         | 22   | 24 | 9  | 4 | 11 | 46 | 48 | −2  |                    |
| 9.  | FC Craiova          | 21   | 24 | 8  | 5 | 11 | 38 | 58 | −20 |                    |
| 10. | FC Ploiești         | 18   | 24 | 7  | 4 | 13 | 34 | 59 | −25 |                    |
| 11. | Universitatea Cluj  | 17   | 24 | 8  | 1 | 15 | 42 | 58 | −16 |                    |
| 12. | Gloria Galați       | 16   | 24 | 5  | 6 | 13 | 27 | 41 | −14 |                    |
| 13. | Dacia Unirea Brăila | 9    | 24 | 4  | 1 | 19 | 31 | 90 | −59 |                    |

1. 1 2  RIP 3-1 VEN; VEN 1-4 RIP
2. 1 2  SSB 4-1 REȘ; REȘ 2-2 SSB

| Câștigătorii Diviziei A, ediția 1940/1941 |
| ----------------------------------------- |
| Unirea Tricolor București Al 2-lea Titlu  |

## Rezultate
| Oaspeți ► Gazde ▼                          | BRĂ  | CRA | PLO | GLA | GAL | MIC | RAP | RIP | SPO | UDR | UTB | USB | VEN |
| ------------------------------------------ | ---- | --- | --- | --- | --- | --- | --- | --- | --- | --- | --- | --- | --- |
| FC Brăila                                  | —    | 0–2 | 1–1 | 3–4 | 4–2 | 2–4 | 1–4 | 1–4 | 0–6 | 5–3 | 0–2 | 4–2 | 0–2 |
| FC Craiova                                 | 6–2  | —   | 3–2 | 3–3 | 0–0 | 1–0 | 1–2 | 2–1 | 0–0 | 5–3 | 0–1 | 1–0 | 2–3 |
| FC Ploiești                                | 5–0  | 1–1 | —   | 1–0 | 1–0 | 1–3 | 2–2 | 2–2 | 3–1 | 3–1 | 3–1 | 2–0 | 1–4 |
| Gloria Arad                                | 3–0  | 1–2 | 3–0 | —   | 1–0 | 1–0 | 1–7 | 2–3 | 2–0 | 2–0 | 1–2 | 4–2 | 6–0 |
| Gloria CFR Galați                          | 3–0  | 1–1 | 4–1 | 1–1 | —   | 4–2 | 0–0 | 1–4 | 2–1 | 1–4 | 1–2 | 0–1 | 1–1 |
| Mica Brad                                  | 3–0  | 4–2 | 4–0 | 3–2 | 3–0 | —   | 0–1 | 3–2 | 4–2 | 1–3 | 1–3 | 3–0 | 4–1 |
| Rapid București                            | 3–0  | 5–0 | 3–1 | 3–1 | 4–0 | 1–0 | —   | 0–0 | 6–3 | 7–1 | 4–1 | 0–0 | 0–0 |
| Ripensia Timișoara                         | 3–2  | 5–1 | 3–0 | 2–2 | 2–0 | 3–4 | 3–0 | —   | 1–3 | 2–2 | 3–0 | 5–1 | 3–1 |
| Sportul Studențesc București               | 4–1  | 3–1 | 4–1 | 2–1 | 3–2 | 2–1 | 0–1 | 0–0 | —   | 4–1 | 0–4 | 3–4 | 0–6 |
| UD Reșița                                  | 8–0  | 8–3 | 4–1 | 2–2 | 2–0 | 3–2 | 1–2 | 0–0 | 2–2 | —   | 3–0 | 4–1 | 1–1 |
| Unirea Tricolor București                  | 6–1  | 3–0 | 5–0 | 4–1 | 2–0 | 2–0 | 5–1 | 0–3 | 3–1 | 3–0 | —   | 5–0 | 2–0 |
| Universitatea Sibiu                        | 0–3  | 3–0 | 6–1 | 6–2 | 0–3 | 4–2 | 1–0 | 1–3 | 1–2 | 7–3 | 2–3 | —   | 0–3 |
| Venus București                            | 10–1 | 7–1 | 4–1 | 2–0 | 1–1 | 3–0 | 5–1 | 1–4 | 4–2 | 4–0 | 0–3 | 2–0 | —   |
| Câștigă gazdele; Remiză; Câștigă oaspeții. |      |     |     |     |     |     |     |     |     |     |     |     |     |